# 蓼坪乡
蓼坪乡，是中华人民共和国四川省凉山彝族自治州甘洛县曾经下辖的一个乡。2020年6月，撤销蓼坪乡，将原蓼坪乡所属行政区域划归海棠镇管辖。

## 行政区划
蓼坪乡撤销前下辖以下地区：
腊梅村、达杆依村、拉埔村、蓼坪村、小河村、腊岱村和清水村。